# زبان تولو
تولو (کانارا: ತುಳು ಬಾಸೆ) زبانی از خانوادهٔ زبان‌های دراویدی است. این زبان بیش از ۱۰ میلیون گویشور در ایالت کارناتاکا و شمال کرالا دارد.